# Pherusa laevis
Pherusa laevis är en ringmaskart som först beskrevs av William Stimpson 1856.  Pherusa laevis ingår i släktet Pherusa och familjen Flabelligeridae. Inga underarter finns listade i Catalogue of Life.